# Zachary Breaux
Zachary Charles Breaux, mais conhecido simplesmente por Zachary Breaux (Port Arthur-TX, 26 de Junho de 1960 – Miami Beach, 20 de Fevereiro de 1997) foi um guitarrista de jazz instrumental estadunidense.
Zachary tocou com grandes músicos de jazz ao longo de sua carreira, com destaques para Roy Ayers, Stanley Turrentine, Jack McDuff, Lonnie Liston Smith, Dee Dee Bridgewater and Donald Byrd.
Zachary morreu no dia 20 de Fevereiro de 1997, aos 36 anos, afogado numa praia de Miami Beach, enquanto tentava salvar uma banhista.

## Discografia
| Solo Singles 1992 - Impressions ( NYC Records ) 1993 - Eleanor Rigby - Impressions ‎( NYC Records ) Álbuns de Estúdio 1992 Groovin' ( NYC Records ) 1994 Laid Back (NYC Records) 1997 Uptown Groove ( Zebra Records ) (#5 Billboard Top Contemporary Jazz Albums Charts [ 4 ] ) | - 1983 - Ancient Future'' - Randy Weston - 1991 - Searchin' - Roy Ayers - 1992 - Double Trouble - Roy Ayers - 1993 - Good Vibrations - Roy Ayers - 1993 - Guitar Tribute to the Beatles: Come Together - VV.AA - 1993 - Jazzmatazz, Vol. 1 - DJ Guru - 1995 - Shades of House - VV.AA - 1995 - Night at Ronnie Scott's, Vol. 2 - VV.AA - 1996 - Cool Sounds from a Hot Club, Live at Ronnie Scott's - VV.AA - 1996 - Hot - Roy Ayers - 1996 - Night at Ronnie Scott's, Vol. 4 - VV.AA - 1996 - Essential Groove - Roy Ayers - 1998 - Very Best of Smooth Jazz - VV.AA - 1999 - Brighter Day - Ronny Jordan - 1999 - Searchin'/Hot - Roy Ayers - 1999 - Good Vibrations/The Essential Groove - Roy Ayers - 2001 - Live at Ronnie Scott's - Roy Ayers - Guitar - 2002 - Night at Ronnie's, Vol. 4 - VV.AA |

## Prêmios e Indicações
| Ano  | Prêmio                  | Categoria       | Indicação     | Resultado | Ref.  |
| ---- | ----------------------- | --------------- | ------------- | --------- | ----- |
| 1998 | Soul Train Music Awards | Best Jazz Album | Uptown Groove | Indicado  | [ 5 ] |